# Kaag en Braassem

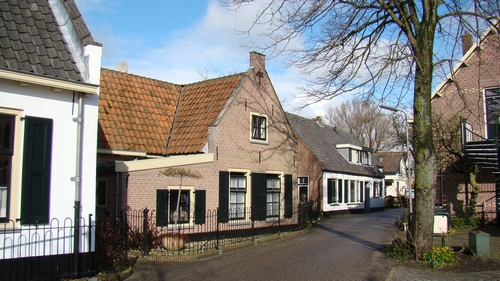

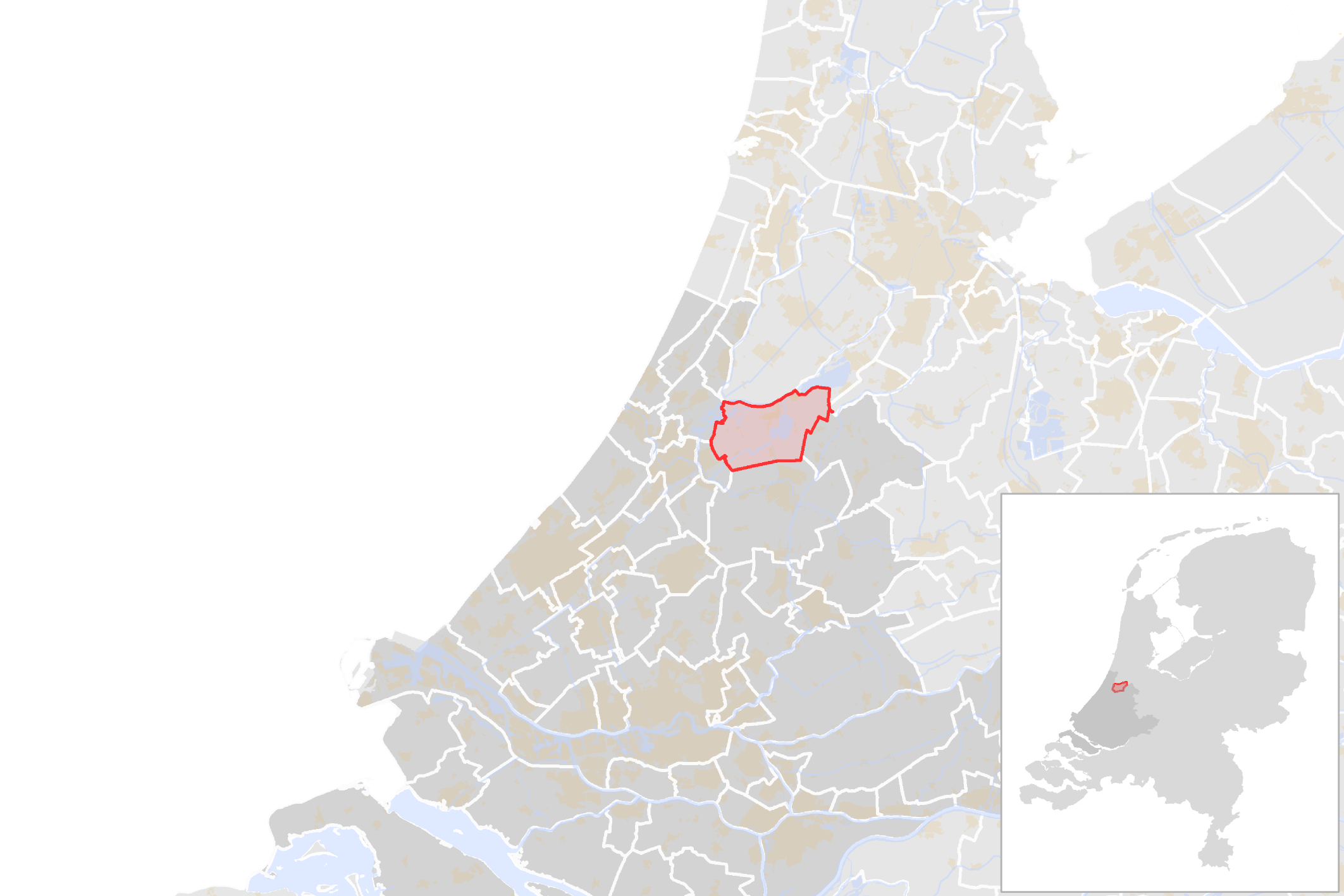
Kaag en Braassems läge

Kaag en Braassem är en kommun i provinsen Zuid-Holland i Nederländerna. Kommunens totala area är 72,24 km² (där 8,85 km² är vatten) och invånarantalet är på 26 509 invånare (2017).